# Nicolaaskerk (Hantum)
De Nicolaaskerk is een monumentale, in de 12e eeuw gebouwde, romaanse kerk in Hantum in de Nederlandse provincie Friesland. De kerk staat op een deels afgegraven hoge terp.

## Geschiedenis
De romaanse Nicolaaskerk werd op het einde van de 12e eeuw gebouwd van tufsteen. In de 16e eeuw werd de kerk wat hoger gemaakt met een laag van baksteen. De toren dateert uit de 19e eeuw. Op de afbeelding is goed te zien dat in de zuidelijke muur van de kerk en in het koor in latere tijden nieuwe vensters zijn aangebracht. Toch zijn ook hier de oorspronkelijke romaanse raamvormen en spaarnissen nog herkenbaar. In de noordelijke muur van de kerk is dat nog duidelijker te zien, omdat de oorspronkelijke maatvoering nog vrij intact is gebleven. De deels ingebouwde toren van de kerk dateert uit 1808. Hij verving het oorspronkelijke gereduceerde westwerk. Het interieur wordt gedekt door een houten tongewelf. Het orgel uit 1876 is gemaakt door Willem Hardorff.

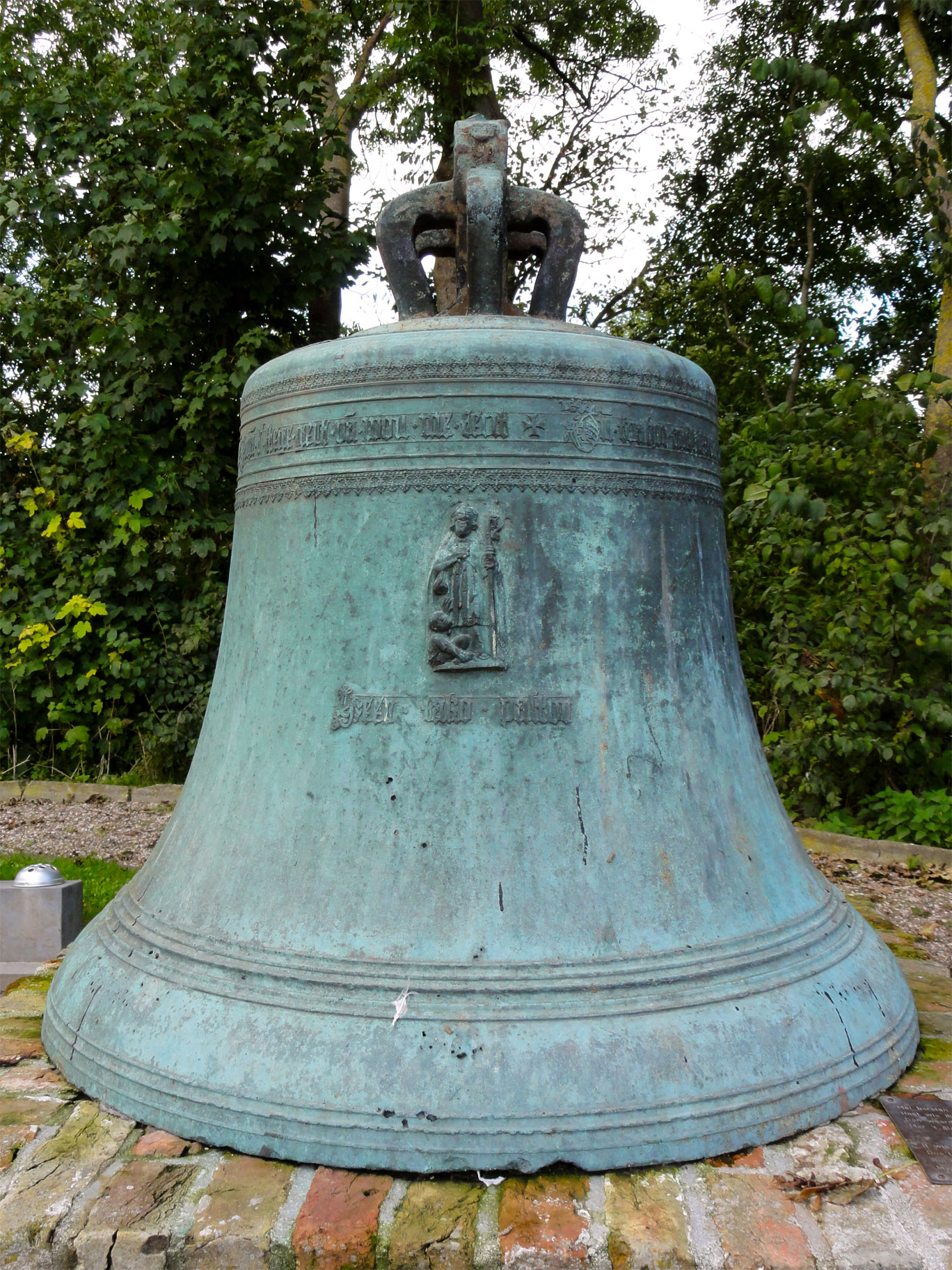
Luidklok met de afbeelding van Sint-Nicolaas

Nabij de kerk staat een uit 1530 daterende gebarsten klok met een afbeelding van Sint-Nicolaas, de patroonheilige van de kerk, en een afbeelding van Heilige Catharina. Op een bronzen plaat bij de klok staat de volgende tekst (in de publieke ruimte):
Mei barsten hong ik yn de toer,
Hast wie ik smolten yn it fjoer:
Dan waard ik wer "sa goed as nij"
 Mar 't âlde lichem wie dan wei!
 **
It wie dan ek gjin drôve dei
Doe 't hjir op it tsjerkhôf lei:
Kin 'k net mear sprekke fan it oer.
Myn geast is dochs fan langer doer